# Ira Davenport
Ira Davenport (Estados Unidos, 13 de octubre de 1887-17 de julio de 1941) fue un atleta estadounidense, especialista en la prueba de 800 m en la que llegó a ser medallista de bronce olímpico en 1912.

## Carrera deportiva
En los JJ. OO. de Estocolmo 1912 ganó la medalla de bronce en los 800 metros, con un tiempo de 1:52 segundos, llegando a meta tras sus compatriotas Ted Meredith, que con 1:51.9 segundos batió el récord del mundo, y Melvin Sheppard (plata).